# Onykia indica
Onykia indica är en bläckfiskart som beskrevs av Takashi A. Okutani 1981. Onykia indica ingår i släktet Onykia och familjen Onychoteuthidae. Inga underarter finns listade i Catalogue of Life.